# Franz Stuhlmann
Franz Ludwig Stuhlmann (Hamburgo, 29 de octubre de 1863 - ib.,19 de noviembre de 1928), fue un zoólogo, botánico y explorador alemán.

## Biografía

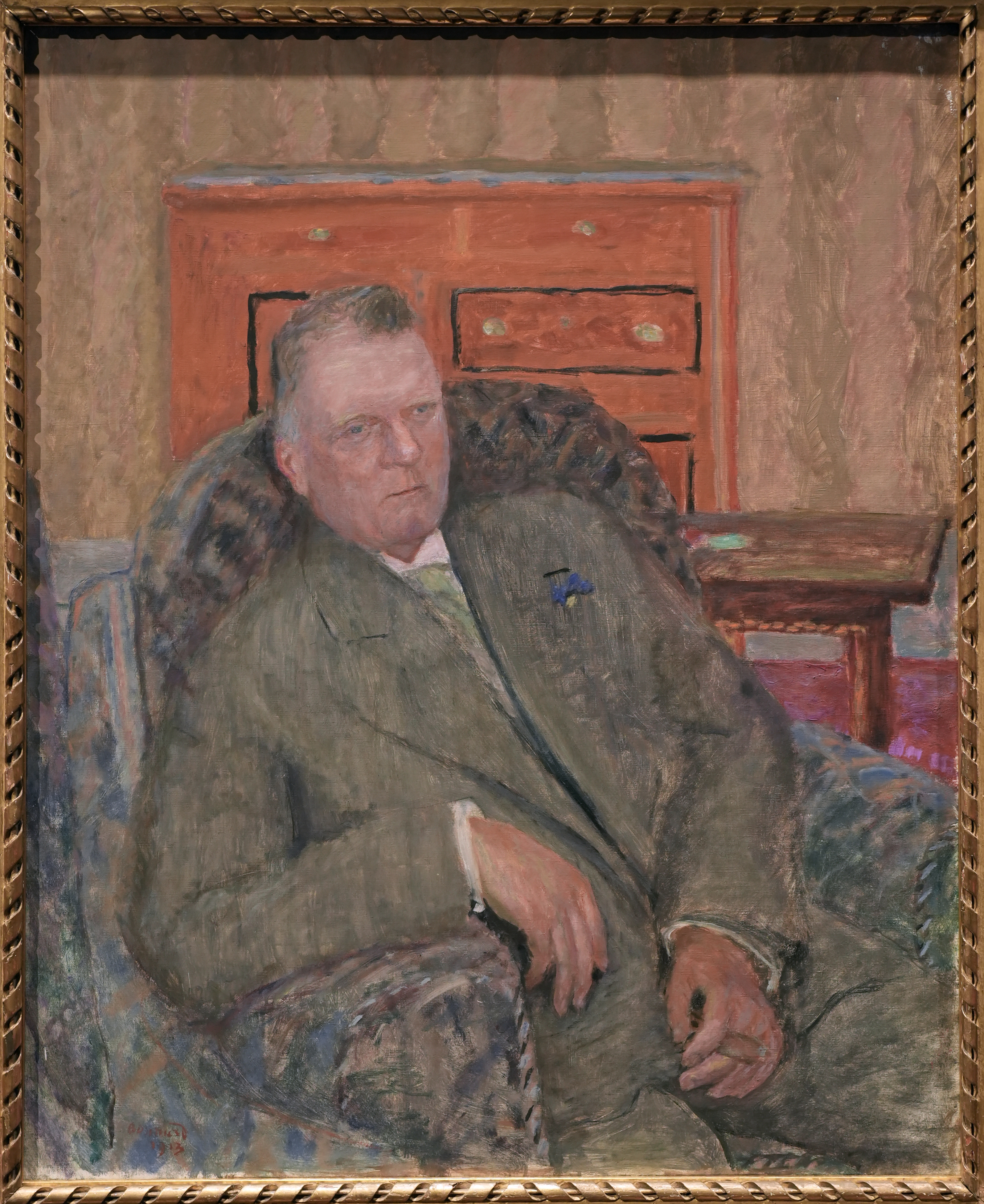
Franz Stuhlmann, pintado por Pierre Bonnard en 1913, Kunsthalle de Hamburgo

Nació en una familia de arquitectos y estudió ciencias naturales en Hamburgo, Tubinga y Friburgo, donde se doctoró. Hizo el servicio militar y en 1886 ascendió a teniente en la reserva. En 1887 realizó investigaciones en el Instituto Zoológico de Kiel, y fue elegido asistente por el profesor Karl Semper, de la Universidad de Würzburg. Alentado por el curriculum vitae de su profesor, que había realizado viajes de estudio a las Filipinas y a las Indias Orientales Holandesas, decidió emprender viajes exploratorios.
Con el apoyo financiero de la Academia Prusiana de las Ciencias, viajó a África Oriental en febrero de 1888 para estudiar sus invertebrados. Visitó Alejandría y El Cairo, donde conoció a su colega naturalista George Schweinfurth, con el que mantuvo una duradera amistad. Exploró la región de Zanzíbar y la costa hasta la desembocadura del Zambeze. A mediados de 1889 abandonó Zanzíbar para visitar los puestos costeros de Pangani y Bagamoyo, entonces capital del África Oriental Alemana. Luchó como teniente en la reserva en la revuelta Abushiri de la población árabe y suajili de la costa, resultando herido en la pierna por un disparo.
Después de recuperarse, participó en la expedición de Eduard Schnitzer, conocido como Emin Pasha, a la región de los lagos de África Oriental. Salieron de Bagamoyo en abril de 1890, y su itinerario pasó por Morogoro, Tabora y Bukoba, en la orilla occidental del lago Victoria. Stuhlmann nombró lugares geográficos en las montañas Rwenzori como el monte Semper, luego rebautizado como monte Baker. Sufrieron una epidemia de viruela ya cerca del lago Alberto, y en diciembre, Pasha ordenó a Stuhlmann regresar con otros miembros sanos de la expedición. Stuhlmann se dirigió hacia la costa y regresó a Bagamoyo en julio de 1892, con más de 4300 plantas recolectadas. Durante este viaje, su estado de salud se había deteriorado gravemente y pasó dos meses hospitalizado antes de recuperarse y poder regresar a Alemania a finales de 1892.
Elaboró abundantes materiales cartográficos del viaje, que envió a Alemania, entre ellos un mapa del África Oriental Alemana. Recuperada su salud, regresó a Europa, donde recibió varias distinciones honoríficas por sus contribuciones científicas. El material científico recogido durante la expedición fue publicado en 1894 como Mit Emin Pascha ins Herz von Afrika [Con Emin Pasha en el corazón de África]. 
Las autoridades coloniales de África Oriental le contrataron para realizar trabajos cartográficos y estudios científicos. Comenzó su servicio en diciembre de 1893. Visitó las montañas Uluguru y sus alrededores en 1894, realizó nuevas colecciones de historia natural, incluyendo unas tres mil plantas, durante una expedición en febrero de 1895 a la desembocadura del río Ruvuma.
De 1900 a 1901 visitó las posesiones británicas y holandesas en Asia con el fin de estudiar las estaciones agrícolas y traer especies para aclimatarlas en el África Oriental Alemana. Regresó a Dar es Salaam, la nueva capital del África Oriental Alemana, en junio de 1901. En 1903 fue nombrado director del Instituto Biológico y Agrícola Amani, en las montañas Usambara, y su reputación creció con los éxitos del instituto. En 1905-1906 recibió al médico Robert Koch, que realizaba investigaciones sobre la enfermedad del sueño. Cuando el gobernador del África Oriental Alemana, Gustav Adolf von Götzen, estuvo ausente en 1904-1905, Franz Stuhlmann lo representó.
Después de unas vacaciones en Alemania, Stuhlmann hizo su último viaje a África Oriental en diciembre de 1906. A principios de 1908 fue declarado no apto para el servicio tropical por razones de salud, derivados de la malaria, por lo que regresó a Hamburgo. A pesar de sus problemas de salud, en 1909 publicó un libro de 907 páginas titulado Beiträge zur Kulturgeschichte von Ostafrika [Contribuciones a la historia de la civilización de África Oriental]. En 1908, Stuhlmann fundó un círculo científico en el Instituto Colonial de Hamburgo, que formaba a los funcionarios coloniales y recopilaba documentación sobre la economía y las ciencias relacionadas con las colonias.
Le diagnosticaron cáncer de colon en noviembre de 1928 y pocos días después de una operación exitosa, murió por insuficiencia cardíaca.
Sus colecciones africanas se conservan en el Museo de Historia Natural de Berlín.

## En la Ciencia
Varias especies africanas de plantas y animales llevan su nombre, como las siguientes:
- Warburgia stuhlmannii.
- Allanblackia stuhlmannii.
- Ficus stuhlmannii.
- Cercopithecus mitis.
- Afrixalus stuhlmanni
- Prosymna stuhlmanni.